# Manoir du domaine de Sevailles
Le manoir du domaine de Sevailles est un édifice de la commune de La Bouëxière, dans le département d'Ille-et-Vilaine.

## Localisation
En partant de La Bouëxière, en direction de la forêt domaniale de Liffré et de Saint-Aubin-du-Cormier sur la route D 100, se trouvent à 5 kilomètres et successivement : le Haut-Sevailles sur le côté gauche de la route, puis le domaine de Sevailles sur le côté droit, et enfin le Bas-Sevailles à gauche dans une trouée de la forêt de Liffré.

## Historique
Il semble qu'à l'origine cette terre n'était qu'un seul fief. La motte féodale se situait au Bas-Sevailles sur une parcelle de 300 × 200 m, liée à Hervé de Sevailles vers 1209. La dîme des Sevailles était affermée 12 livres au XVIIe siècle. Les deux terres du Haut et du Bas-Sevailles furent unies après 1500, et furent vendues vers 1605 à la famille Blondeau.
Les religieux bénédictins du prieuré Notre-Dame de Vitré avaient 12 livres de dîme à Sevailles.

## Forêt de Sevailles
La forêt de Sevailles est rattachée à la forêt domaniale de Liffré.

### Domaine de Sevailles
Le domaine s'étendait au début des années 1950 sur 40 hectares. Par suite du remembrement de 1957, il passa par la suppression des haies vives à 42 hectares[réf. nécessaire], permettant d'utiliser le tracteur et la moissonneuse-batteuse dans des parcelles devenues plus accessibles. Une source coule derrière le manoir, dans le potager dont l'eau est capté par un puits.

## Architecture

### Le manoir

#### Bas-Sevailles
La motte seigneuriale se trouvait dans le jardin du manoir du Bas-Sevailles, lieu-dit L'Estourneau,. La construction du XVIIe siècle est en grès moellon en pierre de taille, avec quelques bâtiments agricoles du XXe siècle.

#### Domaine de Sevailles
L'entrée du manoir est encadrée de deux gros chênes et débouche sur une grande cour à la droite de laquelle se trouve le vivier, avec la chapelle en face. Sur la gauche se dresse le manoir, une construction en granit des XVIe et XVIIe siècles, possédant une tour desservant les appartements des maîtres à l'étage par laquelle on pénètre par une porte donnant sur la cour, et au pied de laquelle existait jadis l'entrée d'un souterrain menant à la forêt[réf. nécessaire]. Au rez-de-chaussée se trouve une grande salle avec une cheminée monumentale par laquelle on entre par une porte située à côté de celle de la tour.

#### Haut-Sevailles
Le domaine du Haut-Sevailles est un bâtiment premier tiers du XVIIe siècle. L'édifice est en grès et moellon sans chaîne en pierre de taille, dont la toiture est en ardoise. Quelques bâtiments agricoles datent du XXe siècle.

### Les chapelles

#### Bas-Sevailles
Entre 1141 et 1156, Alain Ier donne la chapelle de la motte de Sevailles qu'il possède aux moines cisterciens de l'abbaye de Savigny. Cette chapelle a été détruite. Cette même année 1141, ces moines construisent un ermitage nommé chapelle Saint-Pierre dans la forêt de Sevailles.

#### Domaine de Sevailles
La chapelle du domaine fut commandée par Henry de Launay qui la fonda de messes par acte du 6 août 1668. Une de ses descendantes, Jeanne de Launay et son époux René Davy présentent en 1716 le prêtre devant desservir leur chapelle de La Pélardaye, l'abbé Julien Blouin, laquelle est aujourd'hui désacralisée.
- Chapelle du Domaine de Sevailles[11].

#### Haut-Sevailles
La chapelle date de 1660 et fut commandée par François Blondeau, sieur de Sevailles et de Beauregard, que son fils Pierre Blondeau, sieur de Sevailles, vendit à François Pâris, sieur des Rangers. Ce dernier déclara « posséder une chapelle sise au coin de la cour de son manoir du Haut-Sevailles », chapelle aujourd'hui disparue.

## Propriétaires

### Bas-Sevailles
- Hervé de Sevailles en 1209[14].
- Famille Malescot vers 1456[15].
- Famille Germain entre 1456 et 1500[15].
- Famille Rolland[15],[16].
- Famille Blondeau en 1605, sieurs de Beauregard[17].
- François Blondeau en 1660 et sa veuve Georgine Bernard en 1679[15],[18]. François Blondeau vivait dans son manoir de Sevailles en 1660 ; il fut débouté, faute de produire le 6 aout 1669, son fils Pierre vendit le manoir. D'où[19] :

1. Julien, né le 30 mai 1637 et baptisé à La Bouëxière le 16 juin, parrain, Julien Anger, sieur de Tarouane et marraine Péronnelle Anger, dame de La Noë, grand-mère du baptisé ;
2. Pierre, baptisé à La Bouëxière le 7 octobre 1638, parrain maître Pierre, sieur de La Touche, sénéchal de Chevré et Sévigné, marraine, Perrine Portois ;
3. Pierre, baptisé à La Bouëxière le 13 mars 1640, parrain Pierre Bernard, sieur de La Noë, et marraine, Françoise Gallais, dame de Foullery ;
4. Messire Paul, prêtre, sieur de La Havardière, né le 8 février 1642 et baptisé à La Bouëxière le 10 mars, parrain Paul Bouan, seigneur de Châteaubourg et marraine Isabelle Morin, dame de Sevaille. Mort à Sevaille le 18 octobre 1677 et inhumé à l'église de La Bouëxière le 18 ;
5. François, baptisé à La Bouëxière le 2 mai 1645, parrain, Pierre Morel, sieur de La Cou, marraine Perrine Vettier ;
6. Thomasse, baptisée à La Bouëxière le 5 février 1747, parrain Laurent Beaugendre du Grand Pré, et marraine Thomasse Mallecot, dame de Montoussin. Morte à La Bouëxière le 26 janvier 1694 et inhumée le 27, en présence de François Mallecot et Jacques Lamoureux ;
7. Marguerite, demoiselle de La Harvardière, baptisée à La Bouëxière le 21 aout 1651, parrain Julien Mayer, prêtre de l'Oratoire de Chesné et marraine Marguerite Lermittay, compagne de Bertrand de Poix, seigneur de Monfaslie. Morte à La Havardière le 4 décembre 1693 et inhumé à La Bouëxière le 5, en présence de Jean Gieu et Guillaume Goupil.
8. Briac, baptisé à La Bouëxière le 10 juillet 165, parrain Briac Le Bottier, sieur de La Chernière et marraine Catherine Anger ;
9. Catherine, née le 22 février 1654 et baptisée à La Bouëxière le 13 mars, parrain Mathurin Savatte, prêtre de Dourdain et marraine Catherine Anger, dame de La Maisonneuve ;
10. René, baptisé à La Bouëxière le 12 novembre 1657, parrain, René Blondel, sieur de La Fontaine, marraine Jeanne Arondeau, dame de La Touche.

- Famille Pâris, sieur des Rangers vers 1680[15],[20],[1].
- Famille Blondeau vers 1730[15],[21].

### Domaine de Sevailles
- Ivette, seigneur de Boishamon en 1417, de La Garenne, de La Bellangerie, de La Mottaye (Mottais) en Saint-Aubin du Cormier en 1417 et en 1588[22],[15].
- Henry de Launay vers 1617, sieur du domaine de Sevailles[1].
- Joseph de Launay, sieur du domaine de Sevailles, des Rues, de la Pélardaye[15].
- Jeanne de Launay, fille de Joseph et épouse de René Davy[1].
- René Davy, sieurs de La Pommeraye en (1716)[1].
- Bürg, conseiller municipal de Bourg-la-Reine en 1912[23].

### Haut-Sevailles
- Famille Taillis en 1427[15].
- Le Veneur, baron de Tillières en 1490[24].
- Michel Thierry, argentier de la reine Anne de Bretagne, seigneur de Boisorcant, de La Prévalaye[25],[26], et du Bertry[27] en 1506, de Vaugeau, du Plessis-Casso, de la Costardière (vers 1660), de La Treslais, de Langerais. Anobli en 1500[28],[15].
- Famille Rolland en 1539[15].
- François Blondeau en 1660, sieur de Beauregard et sa veuve Georgine Bernard rendit aveu en 1679[29].
- François Pâris, sieur des Rangers, en 1680[20],[1]
- Famille Blondeau, vers 1730[15],[30].
- François Blondeau et Anne Gaultier, sieur et dame de Beauregard, d' où : 
  - Christophe François né le 1er juin 1696 et baptisé à La Bouëxière le 4, parrain, Christophe Gaultier, sieur de Pontlaunay et marraine, Jeanne André, dame de La Noë, tous signent Bertrand Blondeau. Mort à Sevaille le 17 septembre 1696 et inhumé à La Bouëxière le 17, en présence de son père et de Mathieu Savate[19].